# La Dame aux camélias (film, 1907)
Pour les articles homonymes, voir La Dame aux camélias (homonymie).
Pour plus de détails, voir Fiche technique et Distribution.
La Dame aux camélias (Kameliadamen) est un film de Viggo Larsen sorti en 1907 au début du cinéma muet. C'est la première adaptation au cinéma de La Dame aux camélias.

## Fiche technique
- Titre : Kameliadamen
- Titre français : La Dame aux camélias
- Réalisation : Viggo Larsen
- Scénario : d'après La Dame aux camélias d'Alexandre Dumas fils
- Directeur de la photographie : Axel Graatkjær
- Décorateur : Robert Krause
- Pays de production :  Danemark
- Sociétés de production : Nordisk Film
- Longueur : 266 mètres
- Format : Noir et blanc - 1,33:1 - Muet
- Date de sortie :
  - Danemark : 16 octobre 1907

## Distribution
- Oda Alstrup : Marguerite Gauthier
- Viggo Larsen : Armand Duval
- Gustav Lund : le père d'Armand Duval